# Datong (Konfuzianismus)
Datong, die Große Eintracht (chinesisch 大同, Pinyin: dàtóng, Zhuyin: ㄉㄚˋㄊㄨㄥˊ) ist ein utopischer Schlüsselbegriff aus der konfuzianischen chinesischen Philosophie, der im Buch der Riten erläutert wird. Es soll eine ideale Gesellschaft beschreiben, in der alle Menschen der Erde in Frieden miteinander zusammenleben, vergleichbar mit dem Weltfrieden. Viele Orte im chinesischen Kulturraum sind nach diesem Konzept benannt.

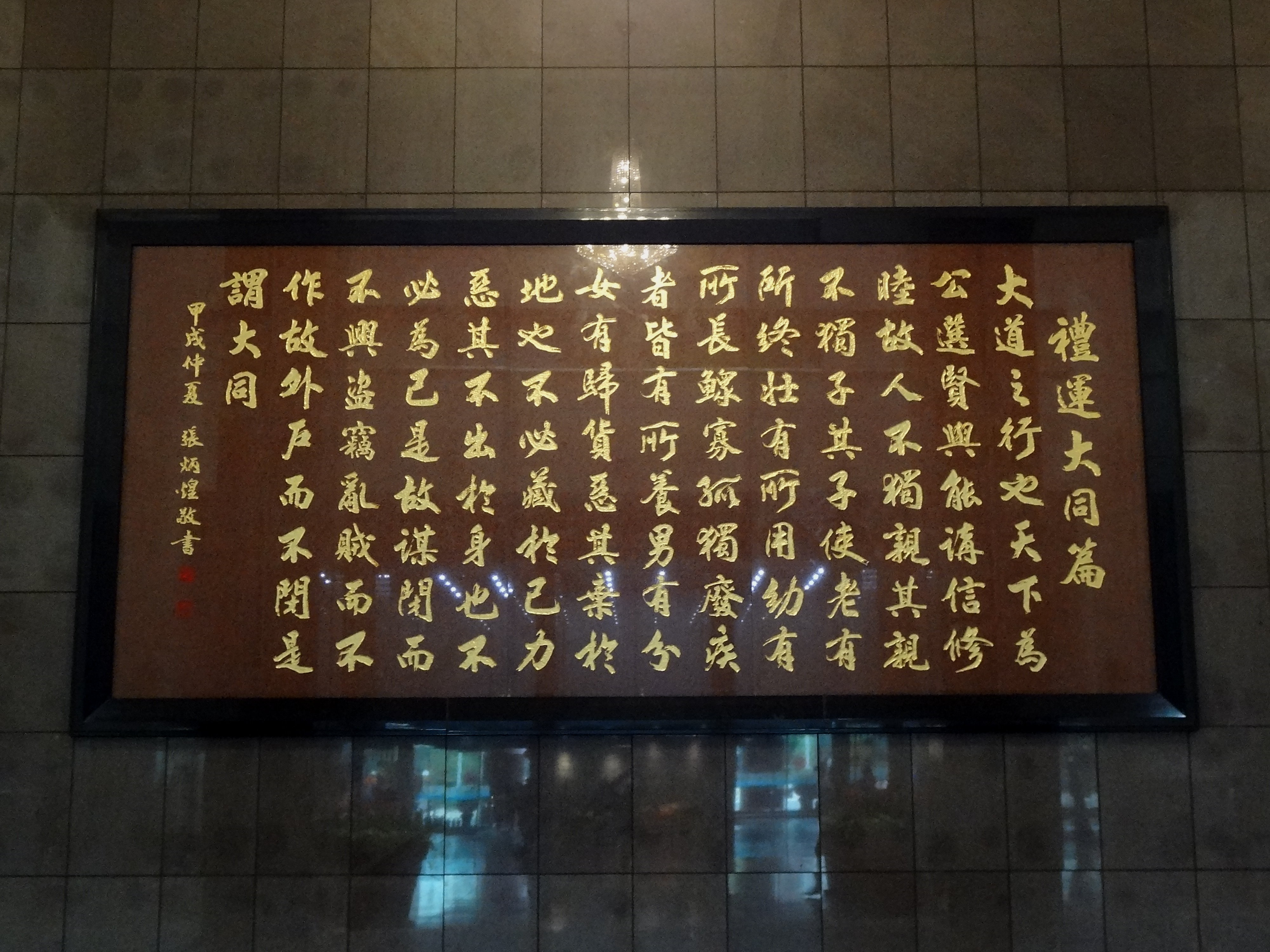
Eine Marmortafel im Taipeier Stadthaus, die das Konzept aus dem Buch der Riten zitiert.

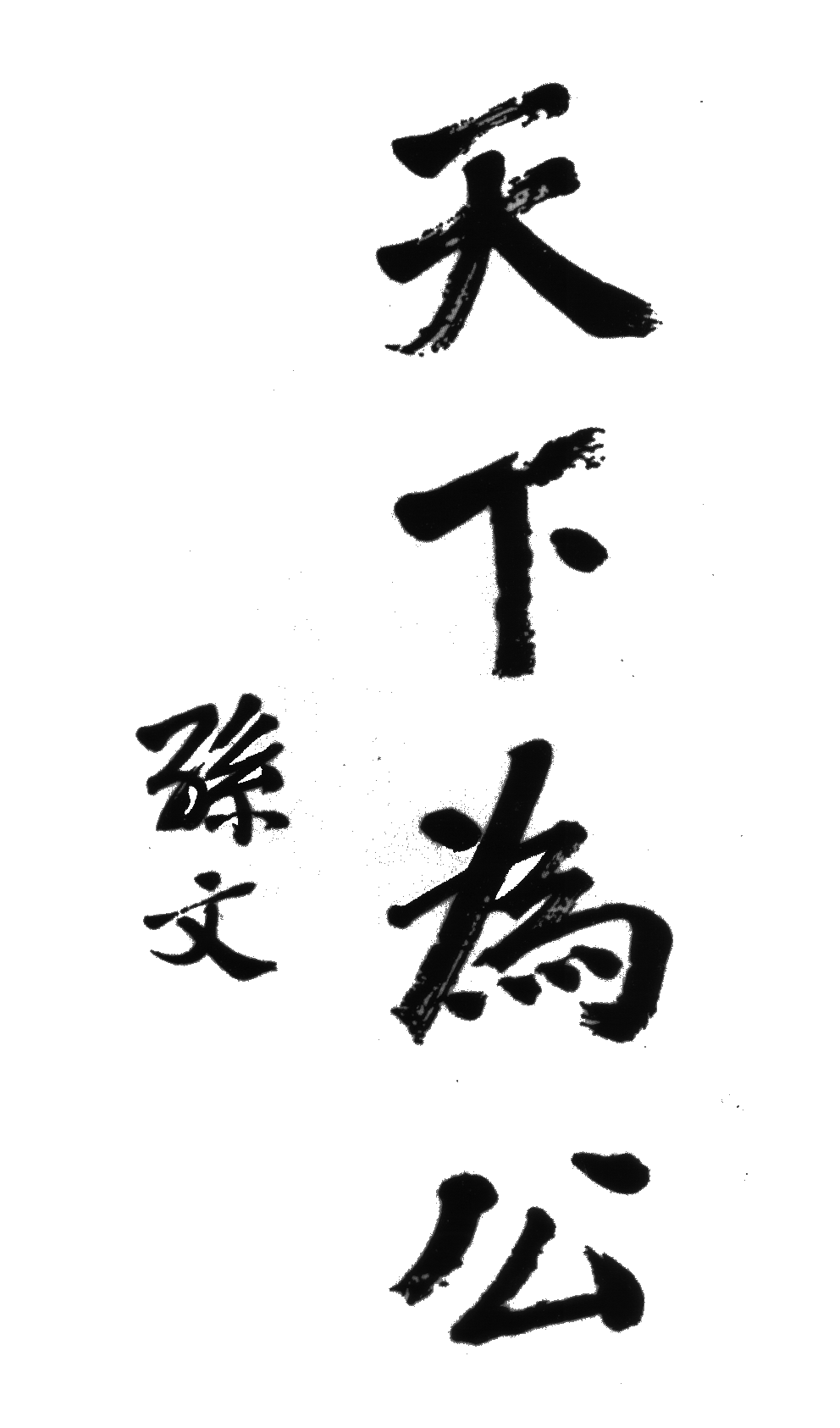
Die Worte 天下為公 in der Handschrift Sun Yat-sens.

## Geschichte
Im konfuzianischen Klassiker Buch der Riten, im Kapitel Durchführung der Riten (chinesisch 禮運, Pinyin lǐyùn) wird das Konzept der großen Eintracht beschrieben.

“大道之行也，天下為公。選賢與能，講信修睦，故人不獨親其親，不獨子其子，使老有所終，壯有所用，幼有所長，矜寡孤獨廢疾者，皆有所養。男有分，女有歸。貨惡其棄於地也，不必藏於己；力惡其不出於身也，不必為己。是故謀閉而不興，盜竊亂賊而不作，故外戶而不閉，是謂大同。”

„Wenn das große Dào gelebt wird, herrscht Gemeinwohl auf der Erde. Man erwählt kompetente und tugendhafte Menschen. Man steht zu seinem Wort und pflegt die Eintracht. Man ist nicht nur für die eigenen Angehörigen da und kümmert sich nicht nur um die leiblichen Kinder, dadurch werden den Alten eine angemessene Altersvorsorge, den Menschen mittleren Alters Arbeitsplätze und der Jugend Bildungschancen sichergestellt; man zeigt den Verwitweten, Waisen, Unverheirateten, Kinderlosen und den Behinderten Güte und Mitgefühl, sodass sie alle ausreichend unterstützt werden. Die Männer gehen einer guten Arbeit nach, Frauen verwalten das Zuhause. Man sammelt Güter an, verachtet deren Verschwendung und möchte sich nicht mit ihnen bereichern. Man strengt sich für das Gemeinwohl an, ohne sich zu überanstrengen und seinen eigenen Vorteil daraus zu ziehen. Auf diese Weise werden Intrigen vermieden, Diebstahl, Zwietracht und Schaden verhindert, sodass kein Haushalt seine Tür verschließen muss. Das ist die große Eintracht.“

## Verwendung in der Moderne
Das Konzept wurde in der späten Qing-Zeit von verschiedenen Philosophen verwendet, um eine ideale Gesellschaftsordnung zu beschreiben.
Der chinesische Reformer und Philosoph Kang Youwei verwendete es als Grundlage in seinem utopischen Werk Das Buch der großen Gemeinschaft (chinesisch 大同書).
Die Worte 天下為公 („Die Welt für das Gemeinwohl“, Pinyin tiānxià wéi gōng, Zhuyin ㄊㄧㄢ ㄒㄧㄚˋ ㄨㄟˋ ㄍㄨㄥ) gelten als Leitbild Sun Yat-sens, des Revolutionsführers der Xinhai-Revolution.
Die große Eintracht wird in der Nationalhymne der Republik China auf Taiwan beschworen.